# First Division 1955-1956
La First Division 1955-1956 è stata la 57ª edizione della massima serie del campionato inglese di calcio, disputato tra il 20 agosto 1955 e il 2 maggio 1956 e concluso con la vittoria del Manchester Utd, al suo quarto titolo.
Capocannoniere del torneo è stato Nat Lofthouse (Bolton) con 32 reti.

## Stagione

### Novità
Al posto delle retrocesse Leicester City e Sheffield Weds sono saliti dalla Second Division il Birmingham City e, per la prima volta nella sua storia, il Luton Town.

### Avvenimenti
Ad inizio stagione, il Preston N.E., vincendo le prime tre partite, si propose subito al comando della classifica, per poi essere immediatamente risucchiato da un enorme gruppo di sei squadre. Da esso si staccò progressivamente il Blackpool che, dopo aver sconfitto i campioni uscenti del Chelsea il 5 settembre, si ritrovò solo in vetta rimanendovi per poco meno di un mese: con l'inizio di ottobre iniziò infatti una bagarre in vetta in cui si distinse il Manchester Utd che, malgrado qualche prestazione opaca, era riuscito a tenere il ritmo della capolista fino a piazzare un primo sorpasso il 29 ottobre.
Recuperando alcuni match precedentemente posticipati, il Blackpool riprese tuttavia la marcia ritornando in vetta il 3 dicembre e arrivando al giro di boa con un punto di vantaggio sui Red Devils, i quali piazzarono il sorpasso definitivo una settimana dopo. Di lì in poi, gli uomini di Matt Busby presero progressivamente il largo arrivando, ad aprile, con sei punti di vantaggio sul Blackpool: vincendo lo scontro diretto casalingo del 7 aprile, i Red Devils poterono assicurarsi con due turni di anticipo il loro quarto titolo. Più combattuta fu invece la lotta per non retrocedere, con l'Aston Villa che, ultimo a due gare dalla conclusione, riuscì a salvarsi solo grazie ad un guizzo nel finale e ad una migliore media gol rispetto all'Huddersfield Town, condannato alla discesa in seconda divisione assieme a uno Sheffield Utd tradito da un brutto finale di campionato.

## Squadre partecipanti
| Squadra           | Stagione | Città               | Stadio           | Stagione precedente                   |
| ----------------- | -------- | ------------------- | ---------------- | ------------------------------------- |
| Arsenal           | dettagli | Londra              | Highbury         | 9º posto in First Division            |
| Aston Villa       | dettagli | Birmingham          | Villa Park       | 6º posto in First Division            |
| Birmingham City   | dettagli | Birmingham          | St Andrew's      | 1º posto in Second Division, promosso |
| Blackpool         | dettagli | Blackpool           | Bloomfield Road  | 19º posto in First Division           |
| Bolton            | dettagli | Bolton              | Burnden Park     | 18º posto in First Division           |
| Burnley           | dettagli | Burnley             | Turf Moor        | 10º posto in First Division           |
| Cardiff City      | dettagli | Cardiff             | Ninian Park      | 20º posto in First Division           |
| Charlton          | dettagli | Londra              | The Valley       | 15º posto in First Division           |
| Chelsea           | dettagli | Londra              | Stamford Bridge  | 1º posto in First Division            |
| Everton           | dettagli | Liverpool           | Goodison Park    | 11º posto in First Division           |
| Huddersfield Town | dettagli | Huddersfield        | Leeds Road       | 12º posto in First Division           |
| Luton Town        | dettagli | Luton               | Kenilworth Road  | 2º posto in Second Division, promosso |
| Manchester City   | dettagli | Manchester          | Maine Road       | 7º posto in First Division            |
| Manchester Utd    | dettagli | Manchester          | Old Trafford     | 5º posto in First Division            |
| Newcastle Utd     | dettagli | Newcastle upon Tyne | St James' Park   | 8º posto in First Division            |
| Portsmouth        | dettagli | Portsmouth          | Fratton Park     | 3º posto in First Division            |
| Preston N.E.      | dettagli | Preston             | Deepdale         | 14º posto in First Division           |
| Sheffield Utd     | dettagli | Sheffield           | Bramall Lane     | 13º posto in First Division           |
| Sunderland        | dettagli | Sunderland          | Roker Park       | 4º posto in First Division            |
| Tottenham         | dettagli | Londra              | White Hart Lane  | 16º posto in First Division           |
| West Bromwich     | dettagli | West Bromwich       | The Hawthorns    | 17º posto in First Division           |
| Wolverhampton     | dettagli | Wolverhampton       | Molineux Stadium | 2º posto in First Division            |

## Classifica finale
|        | Pos. | Squadra           | Pt | G  | V  | N  | P  | GF | GS | Med   |
| ------ | ---- | ----------------- | -- | -- | -- | -- | -- | -- | -- | ----- |
|        | 1.   | Manchester Utd    | 60 | 42 | 25 | 10 | 7  | 83 | 51 | 1.627 |
|        | 2.   | Blackpool         | 49 | 42 | 20 | 9  | 13 | 86 | 62 | 1.387 |
|        | 3.   | Wolverhampton     | 49 | 42 | 20 | 9  | 13 | 89 | 65 | 1.369 |
| [ 15 ] | 4.   | Manchester City   | 46 | 42 | 18 | 10 | 14 | 82 | 69 | 1.188 |
|        | 5.   | Arsenal           | 46 | 42 | 18 | 10 | 14 | 60 | 61 | 0.984 |
|        | 6.   | Birmingham City   | 45 | 42 | 18 | 9  | 15 | 75 | 57 | 1.316 |
|        | 7.   | Burnley           | 44 | 42 | 18 | 8  | 16 | 64 | 54 | 1.185 |
|        | 8.   | Bolton            | 43 | 42 | 18 | 7  | 17 | 71 | 58 | 1.224 |
|        | 9.   | Sunderland        | 43 | 42 | 17 | 9  | 16 | 80 | 95 | 0.842 |
|        | 10.  | Luton Town        | 42 | 42 | 17 | 8  | 17 | 66 | 64 | 1.031 |
|        | 11.  | Newcastle Utd     | 41 | 42 | 17 | 7  | 18 | 85 | 70 | 1.214 |
|        | 12.  | Portsmouth        | 41 | 42 | 16 | 9  | 17 | 78 | 85 | 0.918 |
|        | 13.  | West Bromwich     | 41 | 42 | 18 | 5  | 19 | 58 | 70 | 0.829 |
|        | 14.  | Charlton          | 40 | 42 | 17 | 6  | 19 | 75 | 81 | 0.926 |
|        | 15.  | Everton           | 40 | 42 | 15 | 10 | 17 | 55 | 69 | 0.797 |
|        | 16.  | Chelsea           | 39 | 42 | 14 | 11 | 17 | 64 | 77 | 0.831 |
|        | 17.  | Cardiff City      | 39 | 42 | 15 | 9  | 18 | 55 | 69 | 0.797 |
|        | 18.  | Tottenham         | 37 | 42 | 15 | 7  | 20 | 61 | 71 | 0.859 |
|        | 19.  | Preston N.E.      | 36 | 42 | 14 | 8  | 20 | 73 | 72 | 1.014 |
|        | 20.  | Aston Villa       | 35 | 42 | 11 | 13 | 18 | 52 | 69 | 0.754 |
|        | 21.  | Huddersfield Town | 35 | 42 | 14 | 7  | 21 | 54 | 83 | 0.651 |
|        | 22.  | Sheffield Utd     | 33 | 42 | 12 | 9  | 21 | 63 | 77 | 0.818 |

Legenda:
      Campione d'Inghilterra e qualificata in Coppa dei Campioni 1956-1957.
      Retrocessa in Second Division 1956-1957.
Regolamento:
Due punti a vittoria, uno a pareggio, zero a sconfitta.
A parità di punti le squadre venivano classificate secondo il quoziente reti.

## Statistiche

### Squadre

#### Capoliste solitarie
Fonte:
|    | —— | ——  | —— | —— | ——        | ——        | ——        | ——        | ——        | ——  | ——  | ——  | ——  | ——  | ——  | ——  | ——  | ——        | ——        | ——        | ——             | ——             | ——             | ——             | ——             | ——             | ——             | ——             | ——             | ——             | ——             | ——             | ——             | ——             | ——             | ——             | ——             | ——             | ——             | ——             | ——             | —— |  |
|    |    | Pre |    |    | Blackpool | Blackpool | Blackpool | Blackpool | Blackpool |     |     |     |     | MUn |     |     |     | Blackpool | Blackpool | Blackpool | Manchester Utd | Manchester Utd | Manchester Utd | Manchester Utd | Manchester Utd | Manchester Utd | Manchester Utd | Manchester Utd | Manchester Utd | Manchester Utd | Manchester Utd | Manchester Utd | Manchester Utd | Manchester Utd | Manchester Utd | Manchester Utd | Manchester Utd | Manchester Utd | Manchester Utd | Manchester Utd | Manchester Utd |    |  |
|    |    |     |    |    |           |           |           |           |           |     |     |     |     |     |     |     |     |           |           |           |                |                |                |                |                |                |                |                |                |                |                |                |                |                |                |                |                |                |                |                |                |    |  |
|    |    |     |    |    |           |           |           |           |           |     |     |     |     |     |     |     |     |           |           |           |                |                |                |                |                |                |                |                |                |                |                |                |                |                |                |                |                |                |                |                |                |    |  |
| 1ª | 2ª | 3ª  | 4ª | 5ª | 6ª        | 7ª        | 8ª        | 9ª        | 10ª       | 11ª | 12ª | 13ª | 14ª | 15ª | 16ª | 17ª | 18ª | 19ª       | 20ª       | 21ª       | 22ª            | 23ª            | 24ª            | 25ª            | 26ª            | 27ª            | 28ª            | 29ª            | 30ª            | 31ª            | 32ª            | 33ª            | 34ª            | 35ª            | 36ª            | 37ª            | 38ª            | 39ª            | 40ª            | 41ª            | 42ª            |    |  |

#### Classifiche di rendimento
Fonte:

##### Rendimento andata-ritorno
| Andata            | Andata | Ritorno           | Ritorno |
|                   |        |                   |         |
| Blackpool         | 27     | Manchester Utd    | 34      |
| Manchester Utd    | 26     | Arsenal           | 26      |
| Burnley           | 26     | Manchester City   | 25      |
| Sunderland        | 26     | Wolverhampton     | 25      |
| Bolton            | 24     | Birmingham City   | 24      |
| Charlton          | 24     | Cardiff City      | 23      |
| Wolverhampton     | 24     | Portsmouth        | 22      |
| West Bromwich     | 23     | Tottenham         | 22      |
| Chelsea           | 23     | Blackpool         | 22      |
| Luton Town        | 22     | Newcastle Utd     | 21      |
| Birmingham City   | 21     | Sheffield Utd     | 20      |
| Manchester City   | 21     | Huddersfield Town | 20      |
| Everton           | 21     | Luton Town        | 20      |
| Preston N.E.      | 20     | Bolton            | 19      |
| Newcastle Utd     | 20     | Aston Villa       | 19      |
| Arsenal           | 20     | Everton           | 19      |
| Portsmouth        | 19     | Burnley           | 18      |
| Aston Villa       | 16     | West Bromwich     | 18      |
| Cardiff City      | 16     | Sunderland        | 17      |
| Tottenham         | 15     | Preston N.E.      | 16      |
| Huddersfield Town | 15     | Chelsea           | 16      |
| Sheffield Utd     | 13     | Charlton          | 16      |

##### Rendimento casa-trasferta
| In casa           | In casa | In trasferta      | In trasferta |
|                   |         |                   |              |
| Manchester Utd    | 39      | Manchester Utd    | 21           |
| Wolverhampton     | 32      | Preston N.E.      | 19           |
| Arsenal           | 30      | Manchester City   | 19           |
| Blackpool         | 30      | Burnley           | 19           |
| Bolton            | 29      | Blackpool         | 19           |
| West Bromwich     | 29      | Birmingham City   | 17           |
| Birmingham City   | 28      | Wolverhampton     | 17           |
| Newcastle Utd     | 28      | Arsenal           | 16           |
| Charlton          | 28      | Tottenham         | 15           |
| Luton Town        | 28      | Portsmouth FC     | 15           |
| Sunderland        | 28      | Chelsea           | 15           |
| Manchester City   | 27      | Sunderland        | 15           |
| Everton           | 27      | Bolton            | 14           |
| Portsmouth        | 26      | Luton Town        | 14           |
| Cardiff City      | 26      | Newcastle Utd     | 13           |
| Burnley FC        | 25      | Cardiff City      | 13           |
| Chelsea           | 24      | Everton           | 13           |
| Aston Villa       | 24      | Huddersfield Town | 13           |
| Tottenham         | 22      | West Bromwich     | 12           |
| Huddersfield Town | 22      | Charlton          | 12           |
| Sheffield Utd     | 22      | Sheffield Utd     | 11           |
| Preston N.E.      | 17      | Aston Villa       | 11           |

#### Primati stagionali
Squadre:
- Maggior numero di vittorie: Manchester Utd (25)
- Minor numero di sconfitte: Manchester Utd (7)
- Miglior attacco: Wolverhampton (89)
- Miglior difesa: Manchester Utd (51)
- Miglior media gol: Manchester Utd (1.627)
- Maggior numero di pareggi: Aston Villa (13)
- Minor numero di vittorie: Preston N.E. (10)
- Maggior numero di sconfitte: Huddersfield Town, Sheffield Utd (21)
- Peggiore attacco: Aston Villa (52)
- Peggior difesa: Sunderland (95)

### Individuali

#### Classifica marcatori
Fonte:
| Gol |  |  | Giocatore       | Squadra         |
| --- |  |  | --------------- | --------------- |
| 32  |  |  | Nat Lofthouse   | Bolton          |
| 29  |  |  | Charlie Fleming | Sunderland      |
| 26  |  |  | Vic Keeble      | Newcastle Utd   |
| 25  |  |  | Tommy Taylor    | Manchester Utd  |
| 25  |  |  | Peter McKay     | Burnley         |
| 23  |  |  | Peter Harris    | Portsmouth      |
| 23  |  |  | Tommy Thompson  | Preston N.E.    |
| 23  |  |  | Joe Hayes       | Manchester City |
| 22  |  |  | Jackie Mudie    | Blackpool       |
| 21  |  |  | Eddy Brown      | Birmingham City |
| 21  |  |  | Stuart Leary    | Charlton        |
| 20  |  |  | Bill Perry      | Blackpool       |
| 20  |  |  | Dennis Viollet  | Manchester Utd  |
| 19  |  |  | Jimmy Harris    | Everton         |
| 19  |  |  | Jackie Milburn  | Newcastle Utd   |